# Seznam písní s texty Ľuboše Zemana
Tento seznam písní je seznamem písňové tvorby s písňovými texty textaře a básníka Ľuboše Zemana.

## Seznam
poz. - píseň - interpret, hudební skupina - (autor hudby písně-h:) - rok
(/h: ) - doposud nezjištěný autor hudby
- (na doplnění)

Interpret -  je uváděn původní (na prvním místě) nebo nejvýznamnější  a nebo nejznámější interpret dané písně. To znamená, že méně známý interpreti nejsou uváděni.

## 90
- 90 zápaliek - Ján Greguš - (h:Ivan Horváth)

## A
- Afrika je v nás - Vašo Patejdl - (h:Vašo Patejdl)
- Aspoň viem, že ešte žijem - Robo Grigorov - (h:Robo Grigorov)

## B
- Baletka Samota - Vašo Patejdl - (h:Vašo Patejdl)
- Bol taký chalan - Robo Grigorov a Midi - (h:Robo Grigorov)

## Č
- Čardáš dvoch sŕdc - Karol Duchoň - (h:Peter Hanzely) - 1975

## D
- Daždivé ráno - - (/h:)
- Dievča z Budmeríc (You Asked Me To) - Karol Duchoň - (Billy Joe Shaver, Waylon Jennings s.t.Ľuboš Zeman)
- Dievča z diskotéky - - (/h:)
- Dievčatá z kamenných sídlisk - - (/h:) - Název alba? - vydal Opus - 1985
- Drahá - Miro Žbirka - (h:Miroslav Žbirka) - album Miro Žbirka:Sezónne lásky
- Dvojčatá - Vašo Patejdl - (h:Vašo Patejdl)
- Dýchanie z úst do úst - Robo Grigorov a Midi - (h:Robo Grigorov)

## E
- Elena - Karol Duchoň - (h:Djordje Novkovič)
- Ešte som zelený - - (/h:)

## F
- Formula 1 - - (h:Ján Lehotský)
- Francúzky - Vašo Patejdl - (h:Vašo Patejdl)

## G
- Garážové sny - Vašo Patejdl - (h:Vašo Patejdl)
- Gitarista - Elán - (h:Jano Baláž)

## H
- Haló tam - Eva Kostolányiová a Michal Dočolomanský - (h:Hans van Hemmert)[1]
  - Haló tam - Lýdia Volejníčková a Michal Dočolomanský - (h:Hans van Hemmert)

## Ch
- Chlapci z predmestia  - Vašo Patejdl - (h:Vašo Patejdl)
- Chlapčenský úsmev - Vašo Patejdl - (h:Vašo Patejdl) - 1985

## J
- Jazvečík Boby (Bobby The Flobby) - Karol Duchoň - (h:G.R.José)

## K
- Kamarátka nádej - Vašo Patejdl - (h:Vašo Patejdl)
- Kam mám s tebou ísť - Vašo Patejdl - (h:Vašo Patejdl)
- Kaskadér - Elán - (h:Vašo Patejdl) - 1980
- Kým ťa mám - Vašo Patejdl - (h:Vašo Patejdl) - album -  Vašo Patejdl:Do očí

## L
- Láska je v nás (Let's dance) - Karol Duchoň - (h: P. Veerman)
- Láska má párik krídel (Una Paloma Blanca) - Karol Konárik - (h:Johannes Bouwens)
- Leto našej lásky - Júlia Hečková - (h:Peter Hečko)
- Lieky proti láske - - (h:Vlado Kolenič)
- Lov na city - Vašo Patejdl - (h:Vašo Patejdl)
- Lúčenie - Věra Špinarová - (h:Janko Lehotský) - 1976

## Ľ
- Ľúbim ťa - Michal Dočolomanský - (S. Ward, Vito  Pallavicini/s.t. Ľuboš Zeman)

## M
- Mám smútok rád - - (/h:)
- Mal som rád beatnikov - Vašo Patejdl - (h:Vašo Patejdl)
- Mám 300 mesiacov - Robo Grigorov a Midi - (h:Robo Grigorov)
- Mám ľudí rád - Karol Duchoň - (h:Peter Hanzely)
- Miestna jednička - Vašo Patejdl - (h:Vašo Patejdl)
- Miss padlých anjelov - Robo Grigorov - (/h:)
- Monika - Robo Grigorov a Midi - (h:Robo Grigorov)
- Muzikantské byty - Beáta Dubasová a Vašo Patejdl - (h:Vašo Patejdl) - 1989

## N
- Narodiť sa dá len raz - Vašo Patejdl - (h:Vašo Patejdl)
- Na rozhraní - Vašo Patejdl - Vašo Patejdl)
- Nás nik neporazí - Vašo Patejdl - (h:Vašo Patejdl)
- Nepriznaná - Vašo Patejdl - (h:Vašo Patejdl)
- Nevera - Elán - (h:Vašo Patejdl)

## O
- Občiansky preukaz - Robo Grigorov - (/h:)

## P
- Pár nôt - Jana Kocianová - (h:Pavol Zelenay) - 1976
- Pes a mačka - -  (h:Vašo Patejdl)
- Pieseň pre teba - Karol Duchoň - (h:Peter Hanzely) - 1975
- Pieseň tuláka - Karol Duchoň - (h:V.Szarka)
- Poď von - Elán - (h:Vašo Patejdl)
- Polepšovňa v hlave - Vašo Patejdl - (h:Vašo Patejdl)
- Predavačka lángošov - - (h:Vlado Kolenič)
- Priateľ - Ján Greguš - (h:Ali Brezovský)
- Půpavová noc - Vašo Patejdl - (h:Vašo Patejdl)

## R
- Rozchod - Karol Konárik - (h:Zagar)
- Rozlúčka v daždi  - Věra Špinarová - (h:Peter Hečko) - 1976
- Rozprávkové okuliare - -  (h:Vašo Patejdl)

## S
- S dierami vo vreckách - - (h:Ján Hangoni)
- Sklíčka dávnych stretnutí - Jana Kocianová - (h:Ján Kovář)
- Slobodná – Elán - (h:Jožo Ráž)
- Sľúbené ľúbenie - Peter Stašák - (h:S.Viavianos)
- Sneží v mojom vnútri  - Júlia Hečková - (h:Peter Hečko) - 1985
- Som stále rovnaký - Robo Grigorov a Midi - (h:Robo Grigorov)
- Spútaná láskou  - Júlia Hečková - (h:Peter Hečko) - 1984
- Strážca pečatí - Elán - (h:Vašo Patejdl)
- S úsmevom - Karol Duchoň - (h:Pavol Zelenay)
- Systém Gabriel - Vašo Patejdl - Vašo Patejdl)
- Skús ma nájsť - Darina Rolincová - (h:Ladislav Štaidl) - 1989

## T
- Tak plač - Ján Greguš - (h:Ali Brezovský)
- Taliansky muzikál - Peter Hečko a Júlia Hečková - (h:Peter Hečko a Júlia Hečková)
- Tenisky - Elán - (h:Vašo Patejdl)
- To už poznám - Vašo Patejdl - (h:Vašo Patejdl)
- Tri štvrte na jeseň - Vašo Patejdl - (h:Vašo Patejdl)
- Tuláci v podchodoch - Elán - (h:Jan Baláž)

## U
- Ulica - Elán - (h:Ján Baláž)
- Umenie žiť - Vašo Patejdl - (h:Vašo Patejdl)

## V
- Veľa je niekedy málo - Vašo Patejdl - (h:Vašo Patejdl)
- V slovenských dolinách /V dolinách/ - Karol Duchoň - (h:Peter Hanzely) - 1976
- Voňavky dievčat - Vašo Patejdl - (h:Vašo Patejdl)
- Výbuch viet - Vašo Patejdl - (h:Vašo Patejdl)
- V znamení motoriek - Elán - (h:Vašo Patejdl)

## Z
- Zatúlaná (Kvapka dažďa) - Vašo Patejdl - (h:Vašo Patejdl) - album Do Očí
- Zlodej slnečníc - Elán - (h:Vašo Patejdl)
- Zrúcanina - Robo Grigorov a Midi - (h:Robo Grigorov)
- Zvykol som si spávať sám - Vašo Patejdl - (h:Vašo Patejdl)

## Ž
- Žiť je úžasné - Emma Tekelyová - (h:Miki Michelčík) - písnička k TV relaci Žiť je úžasné[2]
- Život - Elán - (h:Vašo Patejdl)
- Žuvačka za uchom  - Robo Grigorov -  (h:Robo Grigorov)

Pozn. Upravený text písně V dolinách se pokoušel bez souhlasu autora interpretovat zpěvák Ivan Tásler, text bez souhlasu autora upravil Vlado Krausz. 
    
 Písňový text je autorské dílo, což znamená že rovnako jako hudební skladba podlíhá autorským právům. S původním textem nazpívali tuhle tu píseň např.: Kuly z Desmodu, Martin Jakubec, Ján Hruška a jiný.